# NGC 3279
NGC 3279 est une galaxie spirale vue presque par la tranche et située dans la constellation du Lion. NGC 3279 a été découverte par l'astronome américain David Peck Todd en 1878. Cette galaxie a aussi été observée par l'astronome américain Lewis Swift le 29 janvier 1890 et elle a été inscrite à l'Index Catalogue sous la cote IC 622.

## Caractéristiques
Sa vitesse par rapport au fond diffus cosmologique est de 1 742 ± 24 km/s, ce qui correspond à une distance de Hubble de 25,7 ± 1,8 Mpc (∼83,8 millions d'al).
À ce jour, 16 mesures non basées sur le décalage vers le rouge (redshift) donnent une distance de 35,888 ± 7,365 Mpc (∼117 millions d'al), ce qui est à l'extérieur des valeurs de la distance de Hubble. Notons que c'est avec la valeur moyenne des mesures indépendantes, lorsqu'elles existent, que la base de données NASA/IPAC calcule le diamètre d'une galaxie et qu'en conséquence le diamètre de NGC 3279 pourrait être d'environ 22,4 kpc (∼73 100 al) si on utilisait la distance de Hubble pour le calculer.
La classe de luminosité de NGC 3279 est IV et elle présente une large raie HI. Elle renferme également des régions d'hydrogène ionisé.

## Supernova
La supernova SN 2007av a été découverte dans NGC 3279 le 20 mars 2007 par l'astronome amateur britannique Ron Arbour. Cette supernova était de type II.